# Generation X
Generation X (en català, Generació X) és un supergrup de personatges de ficció mutants adolescents de Marvel Comics sota l'esfera dels X Men de l'Univers Marvel. Generation X van aparéixer al còmic Uncanny X-Men número 317 a l'octubre de 1994. La seva última aparició fou al còmic Generation X nº 75 al juny de 2001. Generation X també és el títol d'una sèrie de còmics que es va començar a editar als Estats Units al juliol de 1997 i que va acabar amb el número 75 de la sèrie homònima el juny de 2001, quan fou cancel·lada la sèrie. Aquest superequip també va protagonitzar la mini-sèrie de la mateixa editorial, Generation Next de 4 números (març-juny de 1995). El supergrup de Generation X ha tingut un total de 22 membres i ha aparegut en 124 còmics. Generation X fou creat pel guionista Scott Lobdell i el dibuixant Chris Bachalo i va debutar al crossover (línia argumental) Phalanx Convenant.
Generation X és un grup de mutants superherois adolescents que basa el seu nom en la Generació X, la generació del baby boomer (els que van néixer entre el 1946 i el 1964, durant la post Segona Guerra Mundial). A diferència del grup d'adolescents mutants que la precedia, New Mutants, aquest equip no va ser monitorat pel fundador dels X-Men, Charles Xavier, a l'Estat de Nova York, si no per Banshee i l'antiga superdolenta Emma Frost a la Massachusetts Academy situada a l'oest de Massachusetts.
Els creadors originals de Generation X van deixar la sèrie el 1997. Aquesta fou cancel·lada en el seu número 75 el 2001.

## Personatges integrants del grup
A diferència dels X-Men i els New Mutants, els alumnes de Generation X no van anar a estudiar a la Mansion X dirigida per Charles Xavier. Ells estudiaren a la Massachusetts Academy, localitzada al Comtat de Berkshire, Massachusetts, a on estigueren monitorats per Banshee un home-X irlandès que tenia com a poder un crit sònic i l'antiga superdolenta, Emma Frost.

### Personatges inicials
- Banshee - Sean Cassidy
- Emma Frost
- Chamber (Càmara) - Jonothon "Jono" Starsmore. Un mutant britànic que produeix rajos d'energia del seu pit. Quan els seus poders es van manifestar, van destruir la meitat inferior de la seva care i el seu pit, deixant-lo només amb poders telepàtics limitats amb els que es pot comunicar. A més a més, no té necessitat de menjar ni beure.
- Husk (Vaina) - Paige Guthrie. La filla d'un miner de Kentucky i germana de Cannonball (Sam Guthrie) i de Icarus.
- Jubilee (Jubileu) - Jubilation Lee. Una xinesa-americana de Beverly Hills, Califòrnia que produeix energia explosiva. A principis de la dècada de 1990 havia estat la membre més jove dels X-Men.
- M - Monet St. Croix. Una noia jove "perfecte" membre d'una família rica de Mònaco que pot volar, té superforça i habilitats telepàtiques. Els misteris al voltant de la família St. Croix han jugat un gran paper en la sèrie de Generation X.
- Penance (Penitència posteriorment anomenada Hollow). Una mutant silenciosa i misteriosa que tenia la pell dura com el diamant i pèls tallants. Va aparèixer de manera misteriosa a la Massachusetts Academy. Posteriorment es sabrà que és una noia de Iugoslàvia anomenada Yvette,[1] tot i que posteriorment els nous autors de la sèrie en canviarien la versió.
- Skin (pell) - Angelo Espinosa. Un antic membre juvenil d'una banda del carrer de l'est de Los Angeles que tenia sis peus de pell extra.
- Synch (sincronia) - Everett Thomas. Un jove afroamericà estatunidenc de Saint Louis (Missouri) que podia copiar els poders d'altres superhumans que estaven a prop.

### Altres
En total hi ha hagut 22 integrants que han format part en un moment o altre de Generation X. A banda dels anteriorment esmenats, hi ha els següents:
- Franklin Richards
- Adrienne Frost
- Leech
- Claudette i Nicole St. Croix
- Maggott (Japheth)
- Arthur Maddicks
- Gaia (des de Generation X nº 37): Antigament fou la guardiana de la Ciutadella de l'Univers Amalgamator que podia aglutinar totes les consciències dels éssers vius en una entitat concreta.[2]
- Mondo (clon). Un agradable mutant de Samoa que es podia convertir en la textura dels objectes que tocava. Aparentment fou mort per Bastion,[3] però posteriorment es va revelar que havia estat un clon. El Mondo real apareixeria dos anys després, però com a dolent, juntament amb Juggernatu i Black Tom Cassidy.[4]

A banda dels membres del grup de Generation X de la Terra-616 del multivers de marvel, hi ha diferents membres de diferents grups en diverses terres paral·leles del multivers marvel:
- Membres de Generation Next (Terra-295): Katherine Pride, Paige Guthrie, Piotr Rasputin, Vincente Cimetta, Jonothon Starsmore, Know-It-All, Mondo i Angelo Espinosa
- Membres de Generation X (Terra-92131): Leech, Paige Guthrie, Clarice Ferguson, Jonothon Starsmore, Guy Smith, Arthur Maddicks, Doop, Mondo, Angelo Espinosa, Myles Alfred, Monet St. Croix, Edith Sawyer, Hollow, Everett Thomas, Dead Girl (Moonbeam).
- Membres de Generation Hex (Terra-9602): Emma Gaynor, Jonothon Hex, Jeanne Cassidy, Jonathan Stone, Lynn St. Croix, Brian Espinosa, Jeanne-Marie Trigger, El Papamondo, Jean-Plaul Trigger.
- Membres de Generation X (Terra-1035): Jubilation Lee, Angelo Espinosa, Jonothon Starsmore, Leech.
- Membres de Generation X (Terra-70029): Arlee Hicks, Kurt Pastorius, Mondo, Monet St. Croix, Emma Frost, Jubilation Lee, Sean Cassidy, Angelo Espinosa

## Enemics
Entre els enemics de Generation X destaquen: Black Tom Cassidy, Emplate, Adrienne Frost, Arthur DeLacourte, First Strike, Juggernaut i el cos de mercenaris Rising Sons.

## Les sèries
La majoria dels membres de Generation X van debutar en la línia argumental del crossover Phalanx Covenant, protagonitzat per grups i membres dels X-Men a l'estiu de 1994. La falange, una intel·ligència col·lectiva intentà absorbir a molts dels humans de la terra dins la seva matriu i va capturar molts mutants joves que posteriorment formarien part de Generation X.
El setembre d'aquell any es va publicar Generation X nº 1. En aquest còmic també s'hi va introduir la nèmesi del grup, emplate, un mutant vampir que xuclava als joves mutants.
Lobdell i Bachalo van deixar la sèrie el 1997 i els van rellevar Larry Hama als guions i el dibuixant Terry Dodson. Aquests van rebel·lar els misteris que hi havia darrere Penance i Emplate. També es va revelar que M era una amalgama entre les dues joves germanes de Monet St. Croix. Emplate, a més, era el seu germà. Aquest, després d'experimentar amb la màgia negra, va caure en un limbo extran i necessitava el líquid dels ossos dels mutants per escapar-ne. Molts fans no van acceptar de bon grat aquesta nova línea argumental.
La saga va acabar amb l'actual Monet St. Croix en el rol de M, però les reaccions dels fans no fou prou bona i les ventes van començar a baixar. El successor de Hama, Jay Faerber va intentar fer reviure a la sèrie portant a l'escola estudiants humans normals i fent que la germana de l'Emma, Adrienne Frost fos una altra de les directores de l'Acadèmia a Generation X nº 50 (1990).
El 2000, l'escriptor Warren Ellis, conegut pel seu estil fosc i sarcàstic intentà rellançar la sèrie com a part del Counter-X. A principis del 2012, l'editor en cap de Marvel, Joe Quesada va cancel·lar Generation X juntament amb cinc sèries de còmics dels X-Men dient que eren redundants. A Generation X nº 75 es va tancar l'acadèmia de Massachusetts i els seus estudiants es van separar

## Després de les sèries

### Banshee
Després de ser un dels co-directors de l'Acadèmia de Massachusetts, Banshee va fundar els X-Corps, un grup de mutants aventurers que estaven en conflicte amb els X-Men sobre la seva qüestionable metodologia i membresia. En aquest grup hi havia un nombrós grup d'antics membres de la Brotherhood of Mutants (antic grup de malvats). Es va revelar que Banshee era el nou Mastermind, després de la mort del seu antecedent. Mystique, amb Surge, un dels membres dels X-Corps, es revolten contra Banshee i provoquen la mort de dos dels membres del grup i l'hospitalització de Banshee.
A la línia argumental X-Men: Deadly Genesis de 20065, Banshee és assassinat pel superdolent Vulcan (Gabriel Summers) quan el primer intentava rescatar un avió ple d'innocents. Posteriorment, la filla de Banshee, Siryn, prendrà el seu nom en el seu honor. Sean seria ressuscitat posteriorment com una Cavaller de la Mort per Apocalipsi.

### Chamber
Chamber va protagonitzar una mini-sèrie de quatre capítols, X-Men Icons: Chamber, guionitzada per Brian K. Vaughan.
Posteriorment, després que fos recrutat en els X-Men, fou actiu en baralles dels X-Men contra dolents com Mystique i Vanisher. Posteriorment va participar en una missió dels X-Men guiada per Wolverine per infrintar-se a Weapon X i en va descobrir la seva veritat. En aquesta època, Chamber es presentava amb la seva cara i gran part del seu cos reconstruïts per Weapon X, cosa que havien fet per a incentivar-lo. Posteriorment, va desaparéixer amb la resta de Weapon X.
Més tard reapareixeria com a col·laborador del supergrup Excelsior. A aquí tornava a tenir la boca i el pit descomposts.
El 2005 va debutar la mini-sèrie Generation M que es basava en les conseqüències de House of M, quan Scarlet Withc va utilitzar els seus poders perquè s'anul·lessin els poders de la gran majoria dels mutants de la terra. Chamber va perdre els seus poders i va recuperar la seva boca i part del pit que havia perdut.
El setembre de 2006 va aparéixer a New Excalibur nº9 com un pacient a l'Hospital de Londres. Després que Pete Wisdom li oferís ajuda d'excalibur, Chamber es torna seguidor del Clan Akkaba, seguidors d'Apocalypse, del que ja havia format part el seu avi, Frederick Slade. Chamber va dir a Excalibur que no voldria ni la seva ajuda ni la de cap grup relacionat amb els X-Men.
En els últims temps, Chamber ha aparegut amb el grups dels New Warriors sota el nom codi de "Decibel" juntament amb Jubilee. Com la majoria dels membres del grup, els seus nous poders són més teconològics que naturals i pot formar projeccions d'energia sòlida o ones sòniques com Banshee. Quan la línia argumental Age of X va concloure, Chamber va aparéixer a l'Escola de Jean Grey sent professor dels nous mutants adolescents que tenien deformitats físiques. A aquí ja havia recuperat els seus poders mutants.

### Emma Frost
Després de la cancel·lació de Generation X, Emma va esdevenir un dels membres claus del grup creat per Grant Morrison, New X-Men, a on va mostrar una mutació secundària en la que el seu cos es transformava en diamand. També va iniciar una relació romàntica amb Cyclops i va esdevenir una figura central en els X-Men.

### Husk
Juntament amb Jubilee i M va aparéixer com a part dels X-Corps de Banshee. Després que aquest fos greuement ferit per Mystique, Husk va returnar a l'escola dels X-Men de Westchester. Amb el guionista Chuck Austen va esdevenir un membre regular de Uncanny X-Men i va tenir un flirteig amb Angel. Posteriorment va esdevenir un caràcter de suport dels X-Men i va formar part del membre de professorat a la Mansió X dirigida per Jean Grey a la sèrie Wolverine & the X-Men. Posteriorment seria membre del professorat de l'Acadèmia del Club de Foc Infernal.

### Jubilee
Jubilee ha aparegut moltes vegades a Uncanny X-Men després del final de Generation X. Primer va aparéixer com una membre dels X-Corps de Banshee juntament amb M i Vaina.
Robert Kirkman va guionitzar una sèrie dedicada a aquest personatge en la línia argumental Tsunami, però la seva sèrie fou cancel·lada al seu número 6 degut a les baixes vendes.
Jubilee va perdre els seus poders durant la Decimation però va demanar ajuda a Wolverine i es va convéncer a si mateixa de que necessitava fer-se gran. Va aparéixer al número 2 de Generation M i al número 10 de Wolverine: Origins. Després de ser ferida en una batalla contra Omega Red, S.H.I.E.L.D. en va tenir cura. Jubilee va aparéixer novament al segon capítol de New Warriors (vol. 4) sota el sobrenom de Wondra utilitzant tecnologia que li atorgaven superpoders, sobretot uns guants que li donaven superforça.
Durant la línia argumental Curse of the Mutants, Jubilee va esdevenir una vampir, canvi que està explicat en la mini-sèrie de quatre capítols Wolverine and Jubilee. Posteriorment va romandre com a caràcter central dels X-Men.

### M
M va aparéixer en els X-Corps de Banshee juntament amb Vaina i Jubilee abans que esdevingués una empleada de X-Factor Investigations al tercer volum de X-Factor. Posteriorment va ser seduïda per Multiple Man, tot i que ell va acabar amb una relació amorosa amb Siryn. Posteriorment, M fou un caràcter principal dels Uncanny X-Men de Magneto.

### Penance
Sota el sobrenom de "Hollow", Penitència va aparéixer a la sèrie limitada Loners a on fou capturada per uns creadors de drogues que volien utilitzar el seu genoma per a crear el MGH. Posteriorment, ricochet la va alliberar. El 2011 va reaparéixer com una nova estudiant de la Avengers Academy.

### Skin
A la sèrie antològica X-Men Unlimited va aparéixer vivint amb Jubilee a Los Angeles en un apartament vivient una vida civil. Tot i això, el 2003 foren atacats per un grup de mutants i Skin va morir després de ser crucificada. El guionista Chuck Austen va escriure el nom equivocat en la seva làpida però aquest error fou corregit a una història curta de X-Men Unlimited en la que Iceman recordava la seva amistat.

## Publicacions

### Llista de títols
- Generation X Collector's Preview (Octubre de 1994, Marvel Comics)
- Generation X #−1 & 1–75 (Juliol de 1997 & Novembre de 1994 – Juny de 2001, Marvel Comics)
- Generation X Annual 1995–1997, 1999 (Septembre de 1995 – Novembre de 1999, Marvel Comics)
- Generation X/Dracula Annual 1998 (Octubre de 1998, Marvel Comics)
- Generation X 1/2 (Juliol de 1998, Marvel Comics & Wizard Magazine)
- Generation X San Diego Comic Con 1/2 (Juliol de 1994, Marvel Comics, Overstreet)
- Generation X Holiday Special (Febrer de 1998, Marvel Comics)
- Generation X Underground Special (Maig de 1998, Marvel Comics)

### Històries significatives
- Gen¹³/Generation X (Juliol de 1997, Image Comics) – Generation X té un crossover amb Image Comics' Gen¹³.
- Generation X/Gen¹³ (Desembre de 1997, Marvel Comics) – Generation X es troba amb Gen¹³ una segona vegada.
- Marvel Team-Up #1 (Septembre de 1997, Marvel Comics) – Generation X s'ajunta amb Spider-Man.

## Edicions recopilatòries
| Títol                               | Material recopilat | Data de publicació | ISBN           |
| ----------------------------------- | --- | ------------------ | -------------- |
| The Origin of Generation X          | Generation X #1; Cable #16; Excalibur #82; The Uncanny X-Men #316- 317; Wolverine #85; X-Factor #106; X-Force #38; X-Men #36-37 | Juny de 2001       | 978-0785102168 |
| Generation X Classic: Vol. #1       | Generation X #1-4; The Uncanny X-Men #316- 318; X-Men #36-37                                                                    | Desembre de 2010   | 978-0785149675 |
| Generation X Classic: Vol. #2       | Generation X #5-11; Generation X Annual '95; Generation X San Diego Preview                                                     | Gener de 2013      | 978-0785166863 |
| X-Men: Operation Zero Tolerance     | Generation X #26-31, X-Force vol. 1 #67-70, X-Men #65-70, Uncanny X-Men #346, Wolverine #115-118, Cable #45-47, X-Man #30       | Agost de 2012      | 0785162402     |
| Counter-X 2                         | Generation X #63-70 | Septembre de 2008  | 978-0785133056 |
| Counter-X: Generation X - Four Days | Generation X #71-74 | Febrer de 2013     | 978-0785167303 |

## Adaptacions

### La pel·lícula televisiva
Al febrer de 1996, la Fox Broadcasting Company va promoure una pel·lícula per a la televisió produïda per Marvel Entertainment. En el film es veu a banshee i Emma Frost com a co-directors de l'Escola de Xavier per a Joves Especials. Els estudiants de l'escola són M, Skin, Mondo, Jubilee i dos nous personatges, Buff i Refrax. Càmara i Husk no aparéixen degut a la dificultat de que els seus superpoders fossin caracteritzats. L'equip va lluitar contra un científic malvat que utilitzava una màquina per a desenvolupar poders psíquics. La pel·lícula va tenir poc èxit i molts fans es van enfadar perquè Jubilee fou caracteritzada per una actriu blanca. Llavors foren abandonats els plans que hi havia per a desenvolupar una sèrie sobre ells.

### X-Men '92
El capítol 8 de la sèrie Infinite comic va finalitzar amb l'aparició d'una nova versió de Generation X que eren els nous estudiants sota el càrrec dels X-Men. En aquest equip hi havia Jubilee, Chamber, Husk, Skin i M.

### Novel·les
- Generation X (1997, Berkley) per Scott Lobdell i Elliot S. Maggin, il·lustrada per Tom Grummett i Doug Hazlewood (ISBN 1-57297-223-8)
- Generation X: Crossroads (1998, Berkley) per J. Steven York (ISBN 0-425-16631-7)
- Generation X: Genogoths (2000, Berkley) per J. Steven York, il·lustrada per Mark Buckingham (ISBN 0-425-17143-4)